# Nowe Dyniska
Nowe Dyniska (prononciation [ˈnɔvɛ dɨˈniska]) est un village de la gmina de Lubycza Królewska du powiat de Tomaszów Lubelski dans la voïvodie de Lublin, situé dans l'est de la Pologne.
Le village comptait approximativement une population de 157 habitants en 2013.

## Administration
De 1975 à 1998, le village est attaché administrativement à l'ancienne voïvodie de Zamość.

Depuis 1999, il fait partie de la nouvelle voïvodie de Lublin.